# Eulasia jordanica
Eulasia jordanica es una especie de coleóptero de la familia Glaphyridae.

## Distribución geográfica
Habita en Jordania.